# Punta Troncoso
Punta Troncoso ist eine Landspitze von Greenwich Island im Archipel der Südlichen Shetlandinseln. Sie liegt zwischen den Landspitzen Punta Hermosilla und Punta Serrano am nordwestlichen Ende der Discovery Bay.
Wissenschaftler der 2. Chilenischen Antarktisexpedition (1947–1948) benannten die Landspitze nach Arturo Troncoso Daroch († 2008), späterer Konteradmiral und Wohnungsbauminister der Militärjunta unter Augusto Pinochet, der an dieser und der 1. Chilenischen Antarktisexpedition (1946–1947) beteiligt war.